# Station Grębów
Station Grębów is een spoorwegstation in de Poolse plaats Grębów.